# Goyazia petraea
Goyazia petraea là một loài thực vật có hoa trong họ Tai voi. Loài này được (S.M.Phillips) Wiehler mô tả khoa học đầu tiên năm 1976.